# Luirojärvi
Luirojärvi är en sjö i Finland. Den ligger i kommunen Sodankylä i landskapet Lappland, i den norra delen av landet, 900 km norr om huvudstaden Helsingfors. Luirojärvi ligger 282,9 meter över havet. Arean är 1,44 kvadratkilometer och strandlinjen är 9,4 kilometer lång. Sjön  ingår i Kemi älvs huvudavrinningsområde. 